# Schizothorax
Schizothorax es un género de peces de la familia Cyprinidae y de la orden de los Cypriniformes.

## Especies
- Schizothorax argentatus Kessler, 1874
- Schizothorax beipanensis J. Yang, X. Y. Chen & J. X. Yang, 2009
- Schizothorax biddulphi Günther, 1876
- Schizothorax chongi (P. W. Fang, 1936)
- Schizothorax cryptolepis T. Y. Fu & M. R. Ye, 1984
- Schizothorax curvilabiatus (Wu & Tsao, 1992)
- Schizothorax davidi (Sauvage, 1880)
- Schizothorax dolichonema Herzenstein, 1889
- Schizothorax dulongensis S. Y. Huang, 1985
- Schizothorax edeniana McClelland, 1842
- Schizothorax elongatus S. Y. Huang, 1985
- Schizothorax esocinus Heckel, 1838
- Schizothorax eurystomus Kessler, 1872
- Schizothorax gongshanensis W. H. Tsao, 1964
- Schizothorax grahami (Regan, 1904)
- Schizothorax griseus Pellegrin, 1931
- Schizothorax heterochilus M. R. Ye & T. Y. Fu, 1986
- Schizothorax heterophysallidos J. Yang, X. Y. Chen & J. X. Yang, 2009
- Schizothorax huegelii Heckel, 1838
- Schizothorax integrilabiatus (Wu et al., 1992)
- Schizothorax kozlovi A. M. Nikolskii, 1903
- Schizothorax kumaonensis Menon, 1971
- Schizothorax labiatus (McClelland, 1842)
- Schizothorax labrosus Y. H. Wang, D. D. Zhuang & L. C. Gao, 1981
- Schizothorax lantsangensis W. H. Tsao, 1964
- Schizothorax lepidothorax J. X. Yang, 1991
- Schizothorax lissolabiatus W. H. Tsao, 1964
- Schizothorax longibarbus (P. W. Fang, 1936)
- Schizothorax macrophthalmus Terashima, 1984
- Schizothorax macropogon Regan, 1905
- Schizothorax malacanthus S. Y. Huang, 1985
- Schizothorax meridionalis W. H. Tsao, 1964
- Schizothorax microcephalus F. Day, 1877
- Schizothorax microstomus S. Y. Hwang, 1982
- Schizothorax molesworthi (B. L. Chaudhuri, 1913)
- Schizothorax myzostomus W. H. Tsao, 1964
- Schizothorax nasus Heckel, 1838
- Schizothorax nepalensis Terashima, 1984
- Schizothorax ninglangensis Y. H. Wang, K. X. Zhang & D. D. Zhuang, 1981
- Schizothorax nudiventris J. Yang, X. Y. Chen & J. X. Yang, 2009
- Schizothorax nukiangensis W. H. Tsao, 1964
- Schizothorax oconnori Lloyd, 1908
- Schizothorax oligolepis S. Y. Huang, 1985
- Schizothorax parvus W. H. Tsao, 1964
- Schizothorax pelzami Kessler, 1870
- Schizothorax plagiostomus Heckel, 1838
- Schizothorax prenanti (T. L. Tchang, 1930)
- Schizothorax progastus (McClelland, 1839)
- Schizothorax prophylax Pietschmann, 1933
- Schizothorax pseudoaksaiensis Herzenstein, 1889
  - Schizothorax pseudoaksaiensis issykkuli L. S. Berg, 1907
  - Schizothorax pseudoaksaiensis pseudoaksaiensis Herzenstein, 1889
- Schizothorax raraensis Terashima, 1984
- Schizothorax richardsonii (J. E. Gray, 1832)
- Schizothorax rotundimaxillaris Y. F. Wu & C. Z. Wu, 1992
- Schizothorax sinensis Herzenstein, 1889
- Schizothorax skarduensis Mirza & A. A. Awan, 1978
- Schizothorax waltoni Regan, 1905
- Schizothorax wangchiachii (P. W. Fang, 1936)
- Schizothorax yunnanensis Norman, 1923
  - Schizothorax yunnanensis paoshanensis W. H. Tsao, 1964
  - Schizothorax yunnanensis weiningensis Yi-Yu Chen, 1998
  - Schizothorax yunnanensis yunnanensis Norman, 1923
- Schizothorax zarudnyi (A. M. Nikolskii, 1897)

- Datos: Q310753
- Multimedia: Schizothorax / Q310753
- Especies: Schizothorax